# El Arco
El Arco è un comune spagnolo di 89 abitanti situato nella comunità autonoma di Castiglia e León.